# جمعة الوداع
جمعة الوداع أو الجمعة اليتيمة هي يوم الجمعة الأخير في شهر رمضان قبل عيد الفطر.

## التسمية
- سُميت بالجمعة؛ لأن كلمة جمعة من جمع في اللغة العربية أي وحّد والتئم، ومنها الجمع والتَّجمع والاجتماع. وكلمة «وداع» تعني «الفراق».

## خلفية تاريخية
يوم الجمعة هو اليوم الذي يُطلب فيه من الرجال المسلمين حضور صلاة الجماعة بدلاً من صلاة الظهر. بإمكان النساء الحضور، لكنهن غير ملزمات بذلك. دليل ذلك موجود من القرآن :
﴿يَا أَيُّهَا الَّذِينَ آمَنُوا إِذَا نُودِيَ لِلصَّلَاةِ مِنْ يَوْمِ الْجُمُعَةِ فَاسْعَوْا إِلَى ذِكْرِ اللَّهِ وَذَرُوا الْبَيْعَ ذَلِكُمْ خَيْرٌ لَكُمْ إِنْ كُنْتُمْ تَعْلَمُونَ ۝٩﴾ [الجمعة:9]
على الرغم من أن الإسلام لا يركز بشكل محدد على أي يوم جمعة باعتباره يومًا مقدسًا، إلا أن بعض المسلمين[من؟] يعتبرون هذا اليوم ثاني أقدس أيام شهر رمضان وأحد أهم أيام السنة. يقضي بعض المسلمين جزءًا كبيرًا من يومهم في «جمعة الوداع» في القيام بالعبادات.